# Кирьяков, Михаил Михайлович (полковник)
Михаи́л Миха́йлович Кирьяко́в (20 июня [2 июля] 1834 — 1892) — полковник русской армии, участник Русско-турецкой войны (1877―1878).

## Биография
Михаил Кирьяков родился (20 июня [2 июля] 1834; происходил из дворян Херсонской губернии. Воспитание получил в домашних условиях. 
В феврале 1851 года вольноопределяющимся поступил на военную службу унтер-офицером в Одесский уланский Е. В. герцога Нассауресского полк Русской императорской армии. 
Офицер с 25 июня 1855 года и примерно в это время М. М. Кирьяков женился на русской писательнице и поэтессе Анастасии Яковлевне (в девичестве Марченко) и переехал с ней в Санкт-Петербург. 
В феврале 1861 года принял командование эскадроном. 16 апреля 1874 года получил чин полковника. 
7 ноября 1876 года был назначен командиром Кавказского конного полка Кубанского казачьего войска. 
Во время Русско-турецкой войны (1877―1878) Кирьяков находился в составе Эриванского отряда, действовавшего на кавказском театре военных действий.

## Награды
- орден Св. Анны 3-й степени
- золотое оружие с надписью «За храбрость»
- орден Св. Анны 2-й степени с мечами
- орден Св. Владимира 4-й степени с мечами и бантом